# Баранников, Иннокентий Васильевич
Инноке́нтий Васи́льевич Бара́нников (1915―1993) ― советский учёный в области русской филологии. Доктор педагогических наук, профессор, Заслуженный деятель науки РСФСР, учёный с мировым именем в области преподавания русского языка в национальных школах и иностранцам.

## Биография
Родился в 1915 году в улусе Хохорск (на территории современного Боханского района Усть-Ордынского округа Иркутской области).
В 1940 году с отличием окончил отделение русского языка и литературы Бурят-Монгольского педагогического института.
С началом Великой Отечественной войны был мобилизован в ряды Красной Армии Улан-Удэнским горвоенкоматом. Воевал в составе 142-й армейской пушечной артиллерийской бригаде 33-1 армии 1-го Белорусского фронта. Старший лейтенант.
После Победы вернулся в Улан-Удэ и приступил к педагогической и научной деятельности. С 1946 года работает ассистентом на кафедре педагогики, затем на кафедре русского языка педагогического института в Улан-Удэ.
В июле 1962 года назначен на пост министра просвещения Бурятской АССР. В 1968 году И. В. Баранников переезжает в Москву, где начинает работать в НИИ национальных школ АПН РСФСР, где занимает должность директора института, заведующего сектором тюркских и монгольских групп, сектором начального обучения.
В 1972 году назначен главным редактором журнала «Русский язык в национальной школе».
Внёс значительный вклад в область изучения русского языка в национальных школах РСФСР и преподавания русского языка иностранным студентам. Написанный им учебник «Учебное пособие Русский язык в картинках» был издан в более чем в 30 странах.
Умер в 1993 году.

## Награды и звания
- Орден Красной Звезды
- Медаль «За освобождение Варшавы»
- Медаль «За взятие Берлина»
- Медаль «За победу над Германией в Великой Отечественной войне 1941–1945 гг.»
- Заслуженный учитель школы Бурятской АССР
- Заслуженный деятель науки РСФСР
- Доктор педагогических наук
- Профессор

## Написал учебники
- «Русский язык в картинках» (пособие по развитию речи для подготовительных и первых классов национальных школ, а также иностранцев, начинающих изучать русский язык)[4]
- «Методика первоначального обучения русскому языку в бурят-монгольской школе»[5]